# Xining
Xining (Cinese semplificato: 西宁, Cinese tradizionale: 西寧, tibetano: ཟི་ནིང་; Pinyin: Xīníng) è la capitale della provincia cinese di Qinghai.

## Storia
Xining ha una storia di oltre 2100 anni; fu un importantissimo centro commerciale del corridoio di Hexi sulla carovaniera verso il Tibet. Nei tempi antichi venivano trasportati principalmente legname, lana e sale. A cavallo tra gli Qin e gli Han (verso il III secolo a.C.), la città era chiamata Huangzhongdi. Prese il nome attuale solo nel 1104. Rimasta in una situazione di estrema povertà fino alla fine della Guerra civile cinese, Xining cominciò a svilupparsi negli anni cinquanta del XX secolo. Attualmente è il polo politico del Qinghai e uno dei maggiori centri industriali della Cina nord-occidentale.

## Monumenti e luoghi d'interesse

### Grande Moschea di Dongguan
Si trova nel centro cittadino con una sala di preghiera di oltre 1100 m2, un vasto cortile di oltre 8400 m2 e da varie costruzioni ausiliarie.

## Sport
Ogni anno Xining è il punto di partenza e di arrivo del Giro del Lago Qinghai.

## Geografia antropica

### Suddivisioni amministrative
- Distretto di Chengzhong
- Distretto di Chengdong
- Distretto di Chengxi
- Distretto di Chengbei
- Contea autonoma hui e tu di Datong
- Contea di Huangyuan
- Contea di Huangzhong